# События в Вильнюсе (1991)

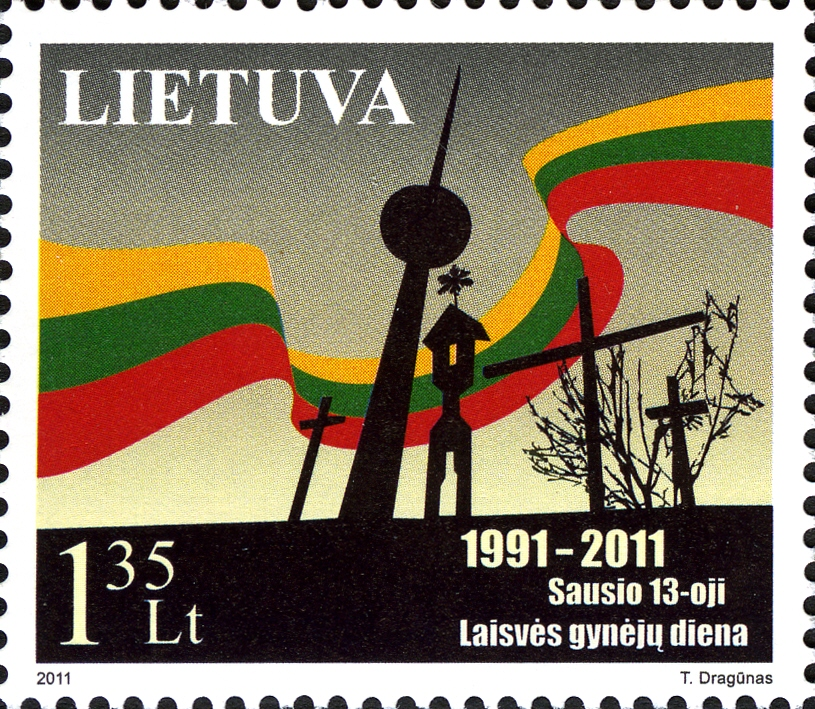
20 лет событиям в Вильнюсе, Почта Литвы, 2011

События в Вильнюсе 11—13 января 1991 года, известные в литовской историографии как Январские события (лит. Sausio įvykiai) — столкновения с 11 по 13 января 1991 года, произошедшие менее чем через год после провозглашения выхода Литвы из состава СССР между сторонниками восстановления независимости Литвы с одной стороны и военнослужащими ВС СССР и деятелями Комитета национального спасения Литовской ССР.
Большая часть столкновений произошла в Вильнюсе, хотя в эти дни советскими войсками проводились захваты узлов связи и гражданских объектов, велось усиленное патрулирование дорог в других населенных пунктах республики — в пригородах Вильнюса, Каунасе, Клайпеде, а армией была занята мэрия Шяуляя. События развивались также в Алитусе и Варене. В январе 1991 года подобные события происходили и в Риге (правда, вместо воинских частей в них участвовал подчинённый МВД СССР ОМОН), где также имелось несколько жертв.

## Предыстория
В ночь на 11 марта 1990 года Верховный Совет Литовской ССР во главе с Витаутасом Ландсбергисом провозгласил восстановление независимости Литовской Республики. Литва стала первой из союзных республик, объявившей независимость. На территории республики было прекращено действие Конституции СССР и возобновлено действие литовской конституции 1938 года. Независимость Литвы тогда не была признана центральным правительством СССР и зарубежными странами.
22 марта был опубликован Указ Президента СССР «О дополнительных мерах по обеспечению прав советских граждан, охране суверенитета Союза ССР на территории Литовской ССР», в котором предписывалось провести изъятие оружия у населения и организаций Литвы. В ответ Верховный Совет Литовской Республики принял обращение «К народам, правительствам и людям доброй воли мира» с констатацией подготовки насилия «против Литовской Республики и её граждан другим государством» и просьбой «своими протестами противодействовать возможному использованию силы».
В тот же день советские десантники захватили здание горкома. 24 марта они заняли Высшую партийную школу, а наутро — дом Политпросвета.
С 18 апреля началась частичная энергетическая блокада Литвы.
27 апреля у здания Верховного Совета Литвы прошёл митинг протеста против «оккупации Литвы Советским Союзом», на котором 500 юношей сожгли свои военные билеты «в знак отказа от службы в оккупационной армии».
27 июня М. Горбачёв предложил ввести мораторий на Акт восстановления государственности Литвы в обмен на восстановления поставок в Литву. Верховный Совет Литвы 29 июня ввел мораторий, а 1 июля была снята экономическая блокада. 28 декабря Верховный Совет Литвы отменил мораторий на Акт восстановления государственности Литвы.

## Хроника событий
7 января 1991 года правительство Литвы, возглавляемое К. Прунскене, значительно (в среднем по республике в 3,2 раза) повысило розничные цены на продукты питания (то есть провело «либерализацию цен»).
На следующий день Гражданский комитет Вильнюса и просоветская коммунистическая организация «Единство» организовали митинг у здания Верховного Совета Литвы, участники митинга требовали отмены повышения цен на основные продукты питания, отставки литовского правительства и даже предприняли попытку ворваться в здание. В выступлении по радио и телевидению председатель Верховного Совета Витаутас Ландсбергис призвал сторонников независимости не допустить захвата парламента, правительственных зданий и важнейших объектов инфраструктуры.
Выступая 8 января на сессии Верховного Совета СССР, председатель палаты Национальностей союзного парламента Рафик Нишанов «выразил обеспокоенность» сложившейся в Литве ситуацией, заявив, что в адрес ВС СССР приходят «многочисленные телеграммы жителей Литвы с призывом к союзному руководству навести в республике порядок». Одновременно, 8-9 января в Литву были переброшены военнослужащие 76-й гвардейской воздушно-десантной дивизии и других частей.
В 16 часов 9 января у здания Верховного Совета Литовской Республики собралась многотысячная толпа, состоящая преимущественно из представителей русскоязычного населения, с лозунгами: «Долой парламент! Да здравствует Союз ССР!».
10 января Президент СССР Михаил Горбачёв потребовал отмены «антиконституционных актов» и восстановления действия союзной Конституции. Группа спецназа «Альфа» вылетела из аэропорта «Внуково» 11 января в 21.30 по московскому времени и прибыла в Вильнюс в 23.00.
В ночь с 10 на 11 января советскими военными при поддержке нескольких БТР был занят Дом печати в Вильнюсе. Поскольку в это время вокруг Дома печати не было людей, никаких эксцессов не произошло. Позже, днём, начиная с 9-10 часов по вильнюсскому времени к Дому печати продолжали стягивать военных и бронетехнику — БТР, БМД, танки Т-72. К этому времени вокруг здания собралось более 1000 гражданских лиц. В течение дня 11 января советскими частями в Вильнюсе были также заняты ретрансляционный телевизионный узел в Неменчине, другие общественные здания («партийная собственность») в Вильнюсе, Алитусе, Шяуляй. Руководство Верховного Совета Литовской Республики призвало население выйти на улицы и принять участие в охране зданий Верховного Совета, радиоцентра, телебашни, телефонных станций, а МИД Литовской Республики в свою очередь направил в адрес Министерства иностранных дел СССР ноту протеста в связи с «оккупационными действиями на территории республики советских военнослужащих». В тот же день на пресс-конференции в ЦК КПЛ Юозас Ермалавичюс объявил о создании Комитета национального спасения Литовской ССР, провозглашавшегося единственным легитимным органом власти в Литве. В связи с этим Ландсбергис заявил, что «любая марионеточная просоветская власть не имеет никакого законного основания, и любые её решения абсолютно необязательны для граждан Литвы». Заведующий отделом национальной политики ЦК КПСС В. Михайлов проинформировал руководство ЦК КПСС о происходившем в Литве:

По сообщению ответственных работников ЦК КПСС (тт. Казюлин, Удовиченко), находящихся в Литве, 11 января с. г. в г. Вильнюсе взяты под контроль десантников здания Дома печати и ДОСААФ (в нём размещался департамент охраны края), в г. Каунасе — здание офицерских курсов. Эта операция прошла в целом без сильных столкновений. […] В 17 часов по местному времени в ЦК КПЛ состоялась пресс-конференция, на которой заведующий идеологическим отделом ЦК т. Ермолавичюс Ю. Ю. сообщил, что в республике создан Комитет национального спасения Литвы. Этот Комитет берёт на себя всю полноту власти. Размещается он на заводе радиоизмерительных приборов (директор т. Бурденко О. О.). […]

В 20:00 было прервано железнодорожное сообщение с Вильнюсом, в час ночи 12 января группа вооружённых солдат захватила штаб-квартиру Департамента охраны края на улице Костюшко, а десантники взяли под охрану телефонный усилительный узел Вильнюса, в результате чего на полчаса была прервана связь города с внешним миром.

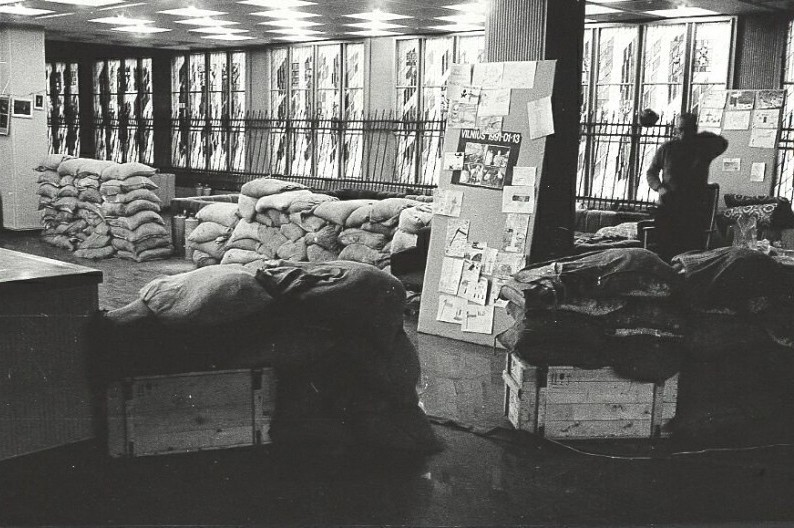
Верховный Совет во время событий в Вильнюсе

В ночь с 12 на 13 января две колонны советской бронетехники (десантники 76-й гвардейской воздушно-десантной дивизии при поддержке группы «Альфа») из места своей постоянной дислокации (т. н. «Северного городка») направились в центр Вильнюса, двигаясь по всем полосам дороги. Одна колонна, как предполагалось, двинулась к окружённому многотысячной толпой парламенту, другая — к телевизионной башне, где также собралось много народа.
Той ночью мирные демонстранты пытались защитить вильнюсский телецентр от захвата его военными и милиционерами, но при штурме телевизионной башни советскими войсками погибло 13 человек и, как минимум, 140 были ранены (среди погибших — лейтенант группы «Альфа» В. В. Шатских). Прокуратурой было установлено, что на площади велась стрельба. Атака на здание Верховного Совета (парламент Литвы) не состоялась.
Впоследствии никто из должностных лиц СССР не захотел взять на себя ответственность. Министры внутренних дел и обороны (Дмитрий Язов и Борис Пуго) также уверяли в своей непричастности. Президент СССР М. С. Горбачёв заявил, что он ничего не знал об этой акции ВС СССР, и что о ней ему доложили лишь утром. Позже Горбачёв утверждал, что бойцам из «Альфы» показали написанный от руки карандашом приказ от его имени, который потом разорвали.
Бывший председатель КГБ Азербайджана Вагиф Гусейнов высказывал мнение о единой тактике высшего руководства страны, широко использовавшейся во время выступления националистов в СССР в годы перестройки: ничего не делать для профилактики, давать возможность событиям разрастись, затем использовать для их подавления незначительные силы, разжигая страсти, и только потом применять самые жестокие меры — как против виновных в нарушении порядка, так и против безвинных, способствуя тем самым лишь ещё большему обострению ситуации.

## Роль США
Вклад в защиту парламента внёс Эндрю Эйва, офицер армии США, внук литовского военного деятеля Казиса Ладиги и бывший «Зелёный берет». В 1990 году он приехал в Литву, чтобы «изучить политическую ситуацию» и «оценить возможности для подготовки партизанского движения» против советского правления. Согласно отчёту КГБ, Эйва приказал создать в республике трёхнедельный учебный курс «рейнджеров» для обучения повстанческой войне и диверсионной работе. Советские спецслужбы пришли к выводу, что его деятельность, вероятно, была связана с американской военной разведкой. В то же время Эйва был известен своим открытым конфликтом с ЦРУ, которое рассматривало его активность как слишком провокационную.
В 1991 году Эйва снова отправился на три недели в Литву со своей женой и стал активным участником январских событий, оставаясь в здании Верховного Совета Литвы, готовя коктейли Молотова и собирая огнестрельное оружие для протестующих, которые готовились сражаться с советскими войсками. В эти дни он имел личную встречу с руководителем Литвы Витаутасом Ландсбергисом. Действия Эйвы в балтийской республике противоречили официальной позиции администрации Буша о сохранении сотрудничества с Горбачевым, несмотря на конфликт в Прибалтике. В ноябре 2010 года президент Литвы Даля Грибаускайте наградила Эйву орденом Креста Витиса за его героическую защиту свободы Литвы.

## Жертвы

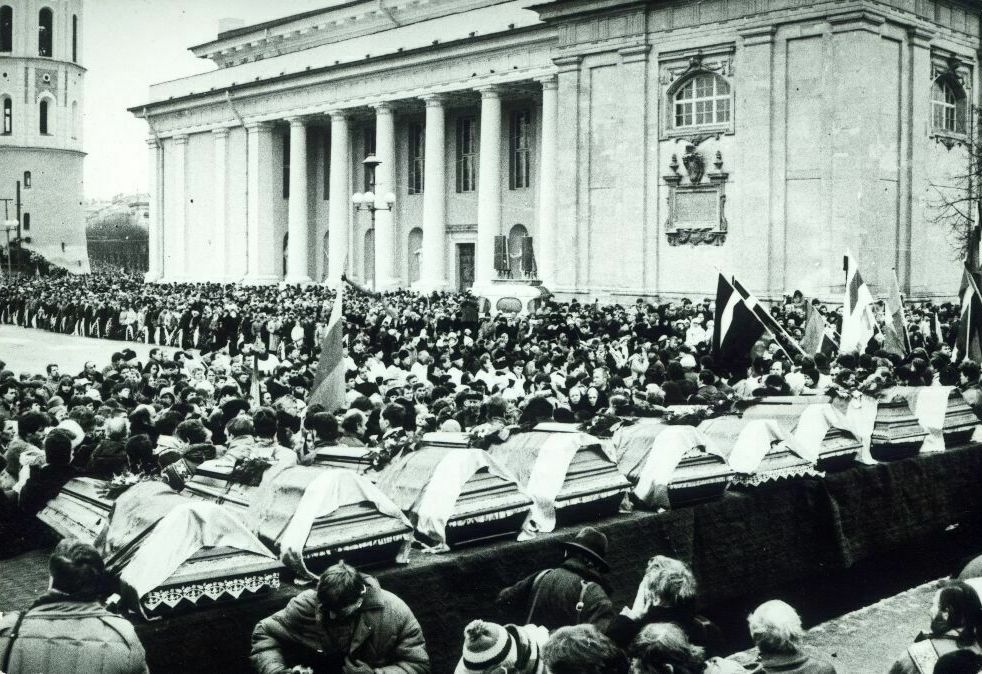
Церемония похорон погибших: Вильнюс, 1991 год

Согласно расследованию прокуратуры Литвы, было убито 15 человек (13 непосредственно в ночь трагедии, ещё двое пережили штурм телебашни, но скончались позже), 900 человек было ранено:
- Асанавичюте, Лорета[нем.] — погибла в результате попадания под «движущееся автотранспортное средство», каковым могла быть «гусеница подвижного тяжёлого механизма», и перелома костей.
- Вайткус, Витаутас[лит.] — застрелен.
- Гербутавичюс, Дарюс[лит.] — застрелен.
- Друскис, Виргиниюс[лит.] — застрелен.
- Каволюкас, Альгимантас[лит.] — погиб в результате «перекатывания колеса через тело» (в результате попадания под автомобиль или бронемашину).
- Канапинскас, Альвидас[лит.] — погиб в результате подрыва взрывпакетом[26].
- Концявичюс, Витаутас[лит.] — получил огнестрельные ранения, от последствий которых скончался 18 января 1991 года.
- Масюлис, Титас[лит.] — застрелен.
- Матулка, Альвидас[лит.] — скончался от инфаркта миокарда. Основания для причисления его к жертвам январских событий в связи с непосредственной причиной смерти некоторыми ставятся под сомнения[27][28].
- Мацюлявичюс, Видас[лит.] — застрелен.
- Повилайтис, Аполинарас[лит.] — застрелен.
- лейтенант Группы «А» 7-го управления КГБ СССР Шатских, Виктор Викторович — погиб от пулевого ранения в спину во время штурма телебашни[29].
- Шимулёнис, Игнас[лит.] — погиб в результате «перекатывания колеса через тело» (в результате попадания под автомобиль или бронемашину).
- Юкнявичюс, Римантас[лит.] — застрелен.
- Янкаускас, Роландас[лит.] — погиб в результате «перекатывания колеса через тело» (в результате попадания под автомобиль или бронемашину).

## Реакция в мире
Действия союзных силовых структур в Литве осудили Верховные Советы РСФСР, Украины, Беларуси, Казахстана, а также Моссовет и Ленсовет.
Газета The New York Times сделала резкие заявления в адрес Михаила Горбачёва, однако тот заявил, что «ничего не знал» о событиях той ночью.
14 января 1991 года в Москве на Манежной площади прошёл митинг в поддержку независимости Литвы, собравший от 100 до 500 тыс. человек.

## Уголовное дело

### Первый процесс
После штурма Вильнюсской телебашни прокуратура Литвы возбудила уголовное дело по ст. 88, ч. 2 УК Литовской ССР (попытка совершения госпереворота). К декабрю 1991 года следствие установило виновность 23 человек, среди которых министр обороны СССР (до 28 августа 1991) Дмитрий Язов, председатель КГБ СССР (до 28 августа 1991) Владимир Крючков и секретарь ЦК КПСС (до 6 ноября 1991) Олег Шенин, а также секретари ЦК КП Литовской ССР Миколас Бурокявичюс, Юозас Ермалавичюс, Альгимантас Науджюнас, бывший командующий вильнюсского гарнизона генерал-майор Владимир Усхопчик, командир Вильнюсского ОМОНа Болеслав Макутынович. 17 декабря 1991 года Президиум ВС Литвы отправил письмо Президенту РСФСР Борису Ельцину с просьбой посодействовать в выдаче подозреваемых в руки литовского правосудия. Ельцин их не выдал.
В июне 1996 года уголовное дело, по которому обвинялись 48 лиц, было передано Вильнюсскому окружному суду, но уже в октябре того же года суд отделил и вернул прокуратуре досудебное расследование в отношении 42 лиц, так как они скрывались.
В конце октября 1996 года над М. Бурокявичюсом и рядом лидеров литовской компартии был организован суд по делу о гибели людей у вильнюсской телебашни 13 января 1991 года. Им вменялись в вину «попытка изменения государственного строя» и организация выступлений частей ВДВ, КГБ и МВД с целью захвата зданий радио и телевидения.
23 августа 1999 года были объявлены приговоры по этому делу Миколасу Бурокявичюсу, Юозасу Ермалавичюсу, Юозасу Куолялису, Ляонасу Бартошявичюсу, Станисловасу Мицкявичюсу и Ярославу Прокоповичу.
С 1992 года и по настоящее время Генпрокуратура Литвы выдвигает Республике Беларусь требования о выдаче генерала Владимира Усхопчика (командующий Вильнюсским гарнизоном в то время) и майора Станиславы Юонене (тогдашний главный редактор газеты «Советская Литва»), ныне являющихся белорусскими гражданами.
По данным Генпрокуратуры Литвы, за весь период расследования было отправлено 94 ходатайства о правовой помощи в Беларусь, Россию и Германию, но получены только отрицательные ответы.

### Переквалификация обвинения с отменой срока давности
В 2010 году нормы уголовного кодекса Литвы были изменены, инкриминируемые 23 подозреваемым (21 из них граждане РФ) преступные деяния были переквалифицированы в преступления против человечества и военные преступления. В отношении таких преступлений не применяется срок давности, а максимальное установленное наказание — пожизненное лишение свободы. Кроме того, с 2010 года стало возможным проводить по подобным преступлениям досудебные расследования в отсутствие обвиняемых.
В 2010 году в Беларуси был допрошен Владимир Усхопчик, хотя он и отказался принять присланное ему сообщение о подозрениях в совершении преступлений в Литве.
В настоящее время[когда?] подозреваемые объявлены в розыск на всём пространстве ЕС, выданы европейские ордеры на арест. Всего по делу проходят 23 подозреваемых, 21 из них — граждане России, и двое — граждане Беларуси. Четверо подозреваемых умерли. В отношении пятнадцати подозреваемых истек срок давности.
В июле 2011 года в аэропорту столицы Австрии был задержан бывший заместитель командира группы «А» Михаил Головатов, находившийся, по запросу Литвы, в связи с вильнюсскими событиями, в общеевропейском розыске. Вскоре он, однако, был освобождён, что вызвало возмущение литовских властей и правой общественности. Австрийские власти дали достаточное обоснование своим действиям, поставив в итоге МИД Литвы в неловкое положение.
В марте 2014 года один из подозреваемых, Юрий Мель — гражданин России, бывший советский офицер (по версии следствия, Мель находился в танке, который штурмовал телебашню и здание телевизионного комитета), при въезде в Литву из Калининградской области был задержан на границе и помещён под арест.
13 ноября 2014 в литовской генеральной прокуратурой завершено досудебное расследование по делу о штурме 13 января 1991 года телебашни в Вильнюсе. Участники процесса, то есть подозреваемые, их защитники, пострадавшие, гражданские истцы и их представители могли ознакомиться с материалами досудебного расследования до 12 мая 2015 года. После этого дело из более 700 томов с обвинительным актом передано в суд. Всего по делу проходят 69 граждан России, Беларуси и Украины, служивших тогда в Советской армии. Все они подозреваются в военных преступлениях и преступлениях против человечности. Большинство из них проживают за границей, и на их задержание выданы специальные — европейские ордера.
4 июня 2015 года окружной суд Вильнюса заочно оправдал двух бывших командиров вильнюсского ОМОНа Болеслава Макутыновича и Владимира Разводова, постановив, что обвинение в военных преступлениях и преступлениях против человечества было сформулировано заведомо неправильно.
31 августа 2015 года прокуратура Литвы передала дело о штурме вильнюсского телецентра в суд.

### Второй процесс
27 января 2016 года окружной суд Вильнюса начал рассмотрение дела. Потерпевшими по делу признаны около 500 человек, обвиняемыми — 65, на скамье подсудимых лишь двое — граждане России Юрий Мель (полковник 106-го танкового полка 107-й мотострелковой дивизии) и Геннадий Иванов (экс-начальник службы ракетно-артиллерийского вооружения 107-й мотострелковой дивизии). Среди лиц, привлеченных к уголовной ответственности, находятся бывший офицер КГБ Михаил Головатов, бывший министр обороны СССР Дмитрий Язов, бывший командующий вильнюсским гарнизоном Советской Армии Владимир Усхопчик, бывший второй секретарь Компартии Литвы Владислав Швед, бывший секретарь ЦК Компартии Литвы Альгимантас Науджюнас.
В том же 2016 году суд также принял решение удовлетворить ходатайство сына погибшего во время январских событий Аполинараса Юозаса Повилайтиса — Робертаса Повилайтиса и привлечь в качестве свидетеля бывшего президента СССР Михаила Горбачёва. На Михаила Горбачева как на лицо, возможно имеющее информацию об обстоятельствах слушаемого дела, неоднократно указывали свидетели. Горбачёв в суд не явился, также он не явился после подачи гражданского иска к нему в 2022 году — этот иск литовскому суду пришлось отозвать по причине смерти Горбачёва в августе 2022 года.
В июле 2017 года стало известно, что в список обвиняемых включены ещё два гражданина России, чьи имена власти Литвы не раскрыли.
В ноябре 2016 года Государственная Дума Российской Федерации сделала заявление о судебном процессе по уголовному делу о событиях 13 января 1991 года.

Выход союзной республики из состава СССР не является одномоментным процессом, датой обретения независимости Литовской Республикой следует считать 6 сентября 1991 года — день принятия Постановления Государственного Совета СССР «О признании независимости Литовской Республики». После принятия данного постановления последовали международное признание Литовской Республики и её вхождение в ООН.

При этом граждане бывшего СССР обвиняются в преступлениях, предусмотренных рядом статей Уголовного кодекса Литовской Республики 2000 года, причём в редакции, вступившей в силу 31 марта 2011 года, в то время как рассматриваемые события имели место 13 января 1991 года.

Вместе с тем согласно статье 7 Европейской конвенции о защите прав человека и основных свобод от 4 ноября 1950 года никто не может быть осужден за совершение какого-либо деяния или за бездействие, которое согласно действовавшему в момент его совершения национальному или международному праву не являлось уголовным преступлением. Аналогичные положения содержатся в статье 11 Всеобщей декларации прав человека от 10 декабря 1948 года и статье 15 Международного пакта о гражданских и политических правах от 16 декабря 1966 года. Налицо неприкрытые попытки литовских властей из конъюнктурных соображений и из-за превратно понимаемой ими политической целесообразности нарушить один из основных принципов правосудия — недопустимость придания уголовному закону обратной силы.

23 июля 2018 года Следственный комитет Российской Федерации сообщил, что возбудил уголовное дело по части 2 статьи 299 («Привлечение заведомо невиновного к уголовной ответственности») Уголовного кодекса Российской Федерации против ведущих дело литовских прокуроров и судей. Данный поступок СК России власти Литвы охарактеризовали как оправдание преступлений советского режима.
27 марта 2019 года Вильнюсский окружной суд признал всех обвиняемых виновными: он посчитал события 1991 года продолжением агрессии СССР против Литовской республики: «В отношении международного права в 1940—1990 годах Литовская Республика (ЛР) была оккупированным государством, (…) указанный период следует определять как продолжительную агрессию СССР против ЛР. (…) В 1990—1991 годах СССР продолжал в Литве начатую в 1940 году агрессию…», и посчитал, что убийства гражданских лиц во время военной операции были «не случайными преступлениями, а последовательно, заранее спланированной и предусмотренной частью крупномасштабного и системного нападения на мирных жителей во исполнение политики Советского Союза и его партийной организации — Коммунистической партии, целью которой было сохранить Литву в составе Советского Союза». Приговор:
- Юрий Мель приговорён к семи годам лишения свободы;
- Геннадий Иванов приговорён к четырём годам лишения свободы;
- остальные 65 человек были осуждены заочно от 4 до 14 лет, в том числе:
  - бывший глава Вильнюсского гарнизона Владимир Усхопчик — 14 лет лишения свободы
  - бывший офицер КГБ Михаил Головатов — 12 лет лишения свободы.

Было объявлено, что приговор будет обжалован представителями нескольких осуждённых в Апелляционном суде Литвы. Суды апелляционной и кассационной инстанций оставили приговор в силе.
12 марта 2021 года Юрий Мель должен был выйти на свободу, поскольку с учётом пребывания под стражей он пробыл в местах лишения свободы 7 лет, однако в назначенный день освобождение не состоялось — Апелляционный суд Литвы оставил его под стражей в связи с тем, что Генеральная прокуратура Литвы подала апелляцию на приговор, требуя продлить срок заключения ещё на три года. 18 января 2022 года Мелю отказали в условно-досрочном освобождении в связи с тем, что он не посещает специальные курсы по ресоциализации, для посещения которых необходимо знание литовского языка; самого Меля не брали на курсы, несмотря на то, что он изъявлял желание попасть туда. Ю. Мель вышел на свободу в марте 2023 года.

## Версии гибели людей

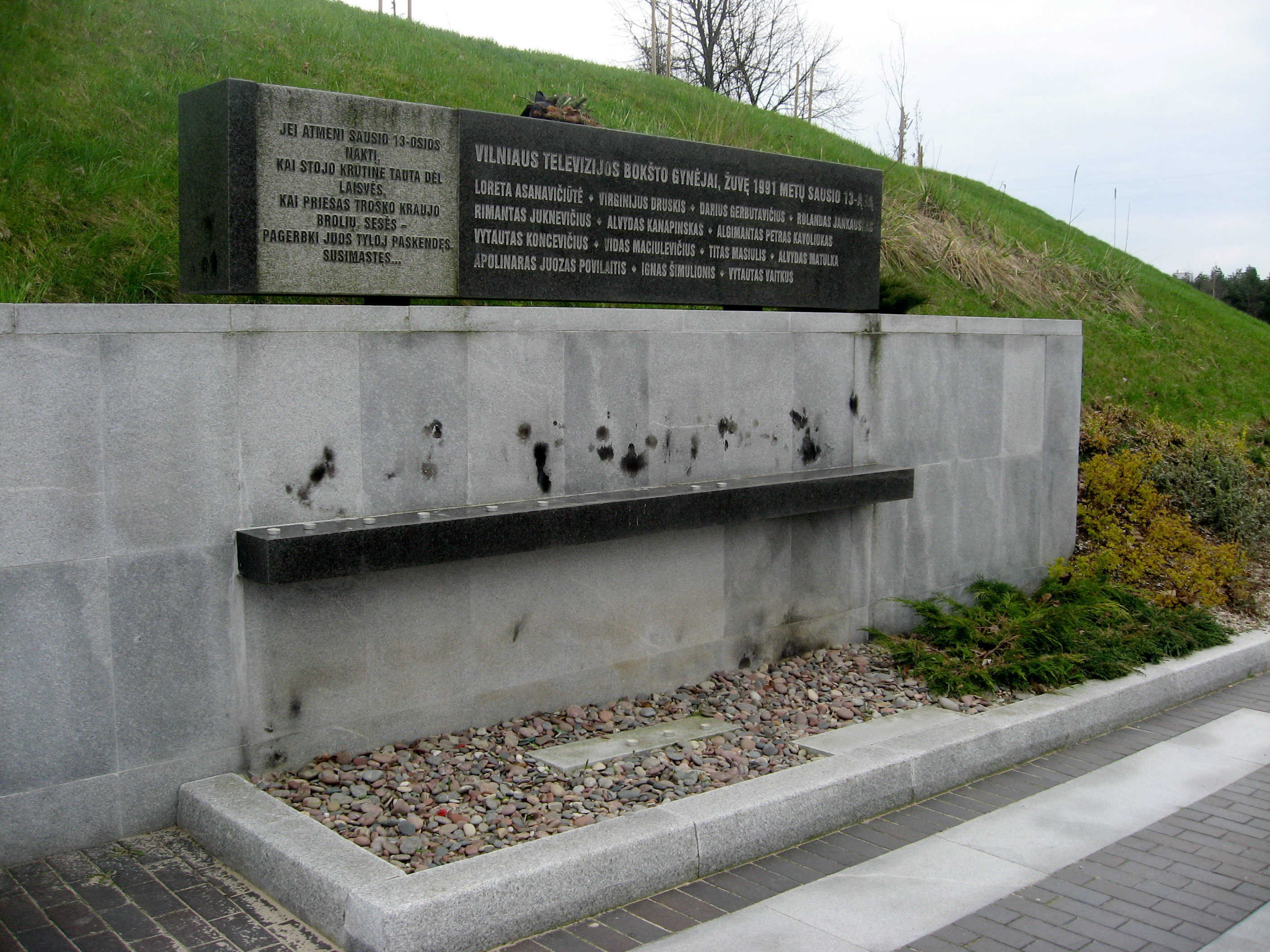
Памятник возле вильнюсской телебашни

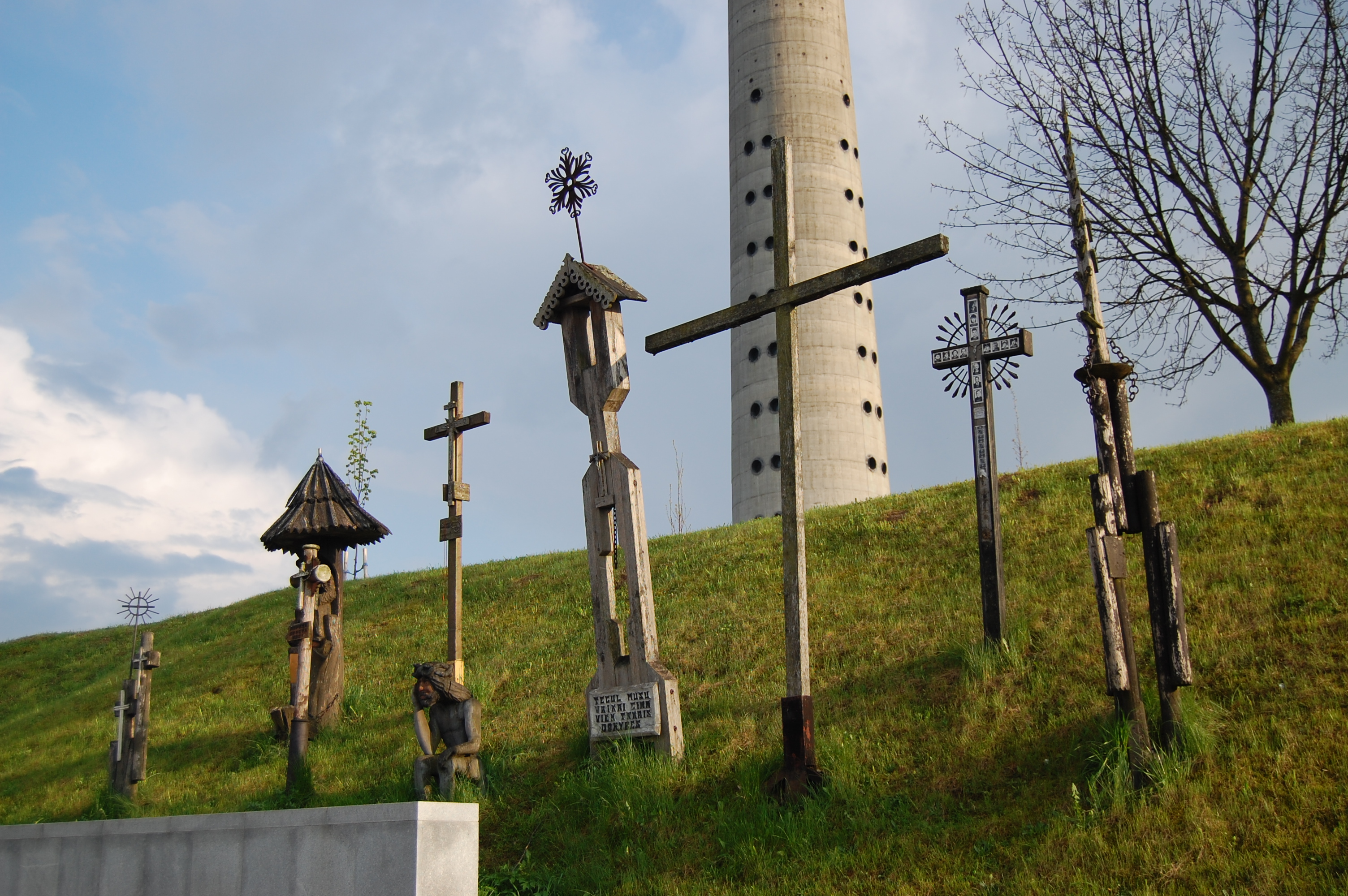
Памятные кресты возле вильнюсской телебашни

### Официальная версия
Согласно официальной версии (полученной по результатам расследования Литвы и поддержанной Европейским парламентом), все раненые и погибшие пострадали от действий советских войск, а также подразделений МВД и группы «А» 7-го управления КГБ СССР: выстрелы были совершены советскими солдатами.
В материалах серии интервью еженедельнику «Обзор» за апрель-июль 2000 года бывший в 1990—1991 гг. начальник Департамента охраны края Литвы (фактически — министр обороны) А. Буткявичюс утверждал, что сторонники независимости Литвы осознавали возможность жертв, организуя выступления мирных жителей против советских войск. Это интервью нередко истолковывают как признание того, что именно его люди убили мирных граждан. В действительности Буткявичюс признавал, что сознательно повел сторонников независимости под огонь — но он никогда не говорил, что огонь открыли с его стороны. По его словам, он лично проверил, чтобы никто из защищавших башню не был вооружён: «Ни у кого из моих людей оружия не было. Его не могло быть, потому что именно на это опиралась вся наша стратегия: показать, как военная машина Центра нападает на невооружённых людей».

### Альтернативные версии
Альтернативные точки зрения сводятся к тому, что все 14 гражданских в Вильнюсе погибли либо по вине самих протестующих, либо от действий ЦРУ, либо от рук снайперов литовской организации «Саюдис». Подобные заявления неоднократно осуждались политическими и общественными организациями как Литвы, так и Евросоюза, ими же эти версии трактуются как дезинформация, конспирология и надругательство над памятью погибших.
В 2021 году ветеран КГБ СССР Юрий Кобяков заявил, что к гибели протестующих были причастны не только «Саюдис», но и кураторы из западных спецслужб: он утверждал, что незадолго до отправки группы «А» в Вильнюс Витаутасу Ландсбергису поступил анонимный звонок из ЦК КПСС, в котором сообщался детальный план действий советских силовых структур, включая план захвата телецентра и телебашни. По версии Кобякова, «Саюдис» действовал во время обороны телецентра исходя из этой утечки.
В заявлении ветеранов группы «А» от 18 июля 2011 года (сделанном по поводу задержания в Австрии бывшего замкома группы) отрицалось использование сотрудниками боевых патронов, а также утверждалось, что их действия в ночь с 12 на 13 января 1991 года не привели к гибели ни одного литовского гражданина.

#### Версия Невзорова
Ленинградский журналист А. Г. Невзоров (ведущий популярной передачи «600 секунд») в то время приехал освещать ситуацию в Литве (по его словам — изначально с либеральных, антицентристских позиций) и находился в рядах атакующих. Уже 15 января 1991 года по Первой программе Центрального телевидения СССР был показан его телефильм-репортаж «Наши», в котором Невзоров героизировал верный Советскому Союзу Вильнюсский ОМОН и находившиеся на территории Литвы советские войска, что шло вразрез с трактовкой и в зарубежных, и в советских либеральных СМИ. Сюжет вызвал общественный резонанс, ряд советских политиков назвали его фальшивкой, ставящей целью оправдать применение войск против мирных граждан. Позднее (через более чем 3 десятка лет) сам Невзоров отказался от многих постулировавшихся в фильме утверждений, заявив, что настоящими героями происходивших событий были именно граждане стремившихся к независимости республик. По его словам, пересмотру собственных позиций поспособствовало его собственноличное изучение исторических документов, согласно которым литовцы в течение всего XX века подвергались насилию и унижению со стороны советских властей.
Лидер литовских коммунистов Бурокявичюс утверждал, что в толпе людей работали «боевики-провокаторы Буткявичюса», а также «прибывшие из Польши американские специалисты по боям в городских условиях». Однако Буткявичюс, в свою очередь, заявлял о сорванном плане организовать провокацию с советской стороны. Эта предполагаемая провокация должна была привести к столкновению защитников башни с просоветскими гражданскими активистами (в поддержку которых должна была выступить группа «Альфа»), но срыв провокации и слишком раннее прибытие «Альфы» привели к неспланированному хаотичному штурму башни.
По версии газеты «Советская Россия», гибель всех людей в ту ночь именно от рук советских военнослужащих не была доказана. По официальным данным Литвы, один из погибших был застрелен из винтовки Мосина образца 1891 года (давно снятой с вооружения советской армии, но предполагавшейся в наличии у повстанцев), но этот вывод был назван манипуляцией, так как она использует тот же патрон (7,62×54), что и стоявшая в тот момент на вооружении СВД. Газета также утверждала, что прокуратура Литвы проигнорировала заявление В. Петкявичюса о том, что в ночь на 13 января около 20 боевиков «Саюдис» с крыш соседних домов стреляли по собравшимся людям.

#### Версия Палецкиса и Иванова
В 2011 году политику Альгирдасу Палецкису предъявили обвинения в связи со следующим его высказыванием о событиях 13 января: «а что было 13 января, значит, у башни? Сейчас выясняется, что свои стреляли в своих». Помимо сомнений в официальной версии гибели людей, позиция Палецкиса также включала требование выдать международный ордер на арест экс-президента СССР Михаила Горбачёва (которого ряд лиц обвиняет в отдаче приказа на штурм телецентра) или, как минимум, снять с него показания.
В 2012 году Палецкис распространил выписку из сборника судебных документов отсидевшего в тюрьме Валерия Иванова, названную результатом судмедэкспертизы погибших 13 января. Палецкис утверждал, что свидетельские показания и медицинская экспертиза до конца не установили, как конкретно погибли люди и кто их убивал, и что есть свидетели, видевшие, как в ночь 13 января стрельба шла с крыш и окон близстоящих домов. Палецкису предъявили обвинение в отрицании советской агрессии, приговорив к штрафу в 10400 литов.
В 2018 году Палецкис был задержан и заключён в тюрьму по обвинению в шпионаже в пользу России, заключавшемся в сборе информации о лицах, которые могли участвовать в событиях 13 января, с целью, вероятно, возбудить против них в России уголовные дела. Вместе с Палецкисом был задержан и Валерий Иванов, но через 2 дня его отпустили, назначив ему «комплекс мер пресечения» за найденное при нём оружие.
Валерий Иванов, лидер движения «Единство» (чьей целью было противодействие независимости Литвы), в первый раз был арестован и заключён в тюрьму 27 ноября 1991 года; он провёл под арестом 3 года по обвинению в антигосударственной деятельности. В своей книге «Литовская тюрьма: Дневник политзаключённого» (1996) он описывал свою версию событий 13 января 1991 года, за что в 1997 году его осудили ещё раз «за оскорбление памяти жертв 13 января».
По версии Иванова, попавшую под гусеницы танка Лорету Асанавичюте привезли в больницу живой, а перед операцией она сама называла свой адрес; в семь утра 13 января ей делали кардиограмму, а в час дня она уже попала в морг, умерев на операционном столе от потери крови. Согласно документам вскрытия, у девушки не было перелома костей. Также он говорил, что характер ранений сверху вниз у жертв говорит о том, что кто-то третий стрелял в толпу протестующих, а машины скорой помощи лишь имитировали массовый вывоз раненых с места событий около телерадиоцентра: их двери оставались закрытыми, а после они включали «мигалку», сирену и уезжали. По словам Иванова, такая инсценировка должна была показать снимавшим события иностранным корреспондентам массовость жертв стрельбы военнослужащих Советской Армии по мирным гражданским.
Литовский эксперт по безопасности, доктор социальных наук Виктор Денисенко охарактеризовал версию Палецкиса и Иванова о снайперах как конспирологическую и, вероятно, запущенную из Москвы.

### Комментарии
1. ↑  Заведующий отделом уголовной юстиции минюста Австрии Кристиан Пилнацек заявил, что тот факт, что Михаил Головатов командовал отрядом спецназа спецназначения КГБ при штурме телебашни, «не является достаточным доказательством вины». 
Как утверждает газета «Kleine Zeitung», предоставленное Литвой после повторного обращения резюме на англ. языке было «пересказом исторических событий», в которых не было «вменяемых конкретному лицу» преступлений. Между тем, согласно утверждению Пилнацека, «ответственность лица за преступление должна быть убедительно доказана». Еврокомиссар по вопросам юстиции, основных прав и гражданства Вивиан Рединг сказала, что решение не противоречит законодательству — подобные запросы применимы только в том случае, если события, в связи с которыми направлен запрос, произошли после 2002 года. На это министр юстиции Литвы ответил, что «непонятно, какой информации могло недоставать»[37].